# نیکولاس گایتان
اوسوالدو نیکولاس «نیکو» فابیان گایتان (زادهٔ ۲۳ فوریهٔ ۱۹۸۸) بازیکن فوتبال اهل آرژانتین است که برای باشگاه فوتبال شیکاگو فایر بازی می‌کند.
وی همچنین در تیم ملی فوتبال آرژانتین بازی کرده‌است.